# العويثة
عمادة العويثة هي منطقة تنتمي إداريا إلى معتمدية السبيخة من ولاية القيروان وهي منطقة عبور تربط ثلاثة ولايات سوسة، القيروان وزغوان.
تعتبر أهم جزء من سيسب الكبرى من حيث المساحة والكثافة السكانية.
فهي تعتبر موقعا إستراتيجيا هاما ويبرز ذلك من خلال:
- موقعها على الطريق الجهوية رقم 48.
- قربها من مدن الساحل الكبير.
- قربها من المناطق المجاورة المحيطة بهاو سهولة التنقل لها لقضاء حاجاتهم اليومية.
- علاقة أهاليها بأهالي القرى المجاورة.
- أراضيها الخصبة.

## المناخ الفلاحي
تشتهر هذه المنطقة بإنتاجها لأفضل أنواع الفلفل والخضروات. إضافة إلى تربية الماشية التي تعتبر مورد رزق لأهاليها.

## المناخ التعليمي والتربوي
تعتبر المدرسة الابتدائية بالعويثة المؤسسة التعليمية والتربوية الوحيدة بالمنطقة، وهي تأسست منذ 1961 تضم 8 قاعات للتدريس ومكتب للمدير إضافة إلى قسم للتحضيري. تحتضن 461 تلميذ إناثا وذكور.